# Chapelle Saint-Martin-de-Saduran
La chapelle Saint-Martin-de-Saduran est une chapelle romane, située à Bagnols-sur-Cèze dans le département français du Gard en région Occitanie.

## Localisation
La chapelle se dresse dans une propriété privée isolée au milieu des vignes, au lieu-dit Saduran à 3 km au nord-ouest de Bagnols-sur-Cèze, légèrement au nord de la route départementale D980 qui mène à Barjac.
On y accède par le chemin de la Chapelle qui part de la route de Barjac, en épingle à cheveu.

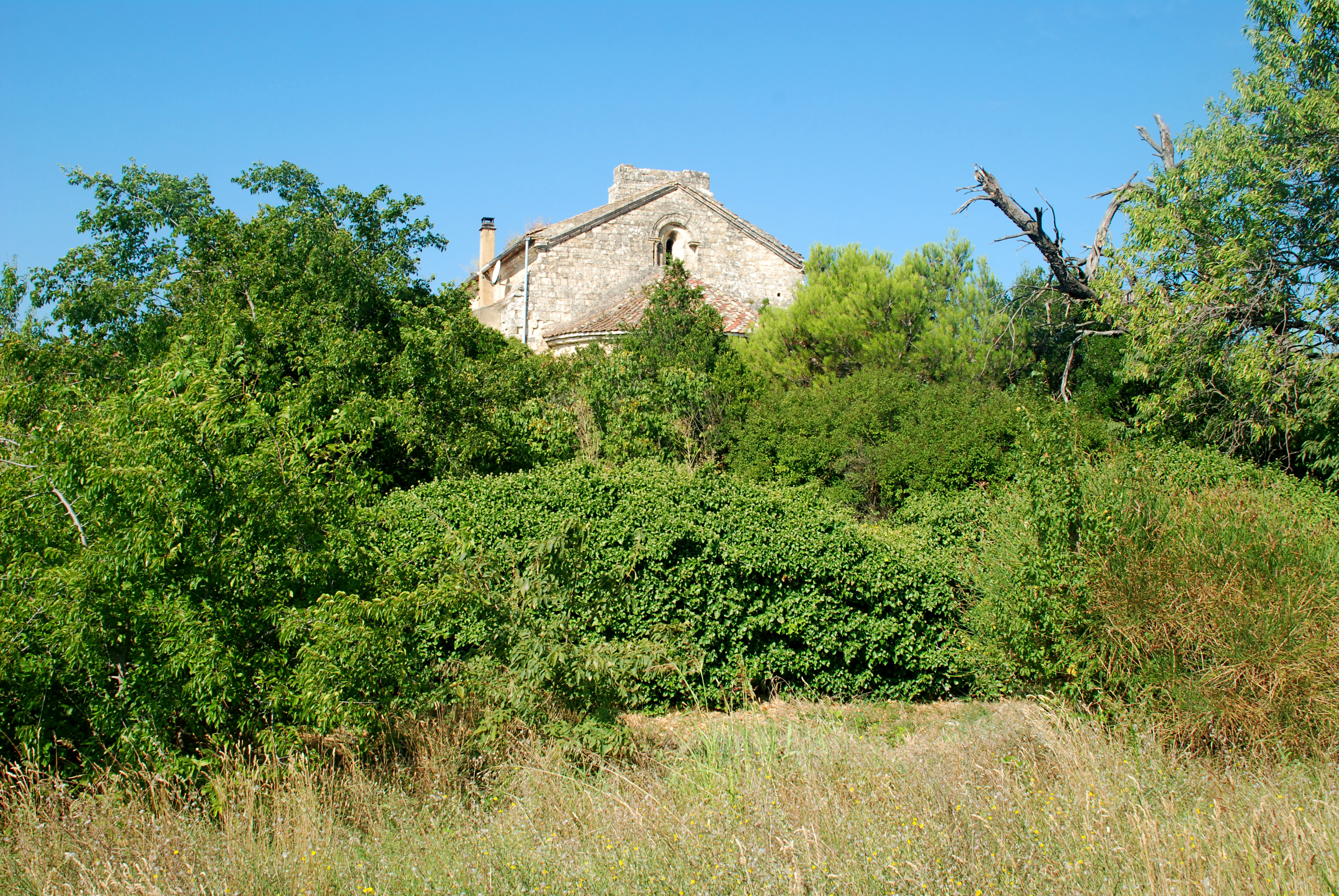
La chapelle inaccessible dans une propriété privée.

## Historique
La chapelle Saint-Martin est une chapelle romane des XIe et XIIe siècles.
Propriété privée, elle fait l'objet d'une inscription au titre des monuments historiques depuis le 6 décembre 1949.

## Architecture

### La nef
La nef, couverte de tuiles, est édifiée en pierre de taille assemblée en grand appareil.
Chacune de ses façades latérales est soutenue par trois puissants contreforts.

### Le chevet
La chapelle possède un beau chevet semi-circulaire composé d'une abside unique édifiée en pierre de taille assemblée en grand appareil, avec des assises plus fines dans la partie supérieure. cette abside, couverte de tuiles comme la nef, est percée de trous de boulin (trous destinés à ancrer les échafaudages) présentant une forme semi-circulaire rarement observée.
Le pignon qui surplombe le chevet, orné d'une double corniche moulurée, est percé d'une remarquable baie cintrée à double ébrasement flanquée de colonnettes sommées de chapiteaux corinthiens supportant une archivolte très ornée aux multiples moulures.

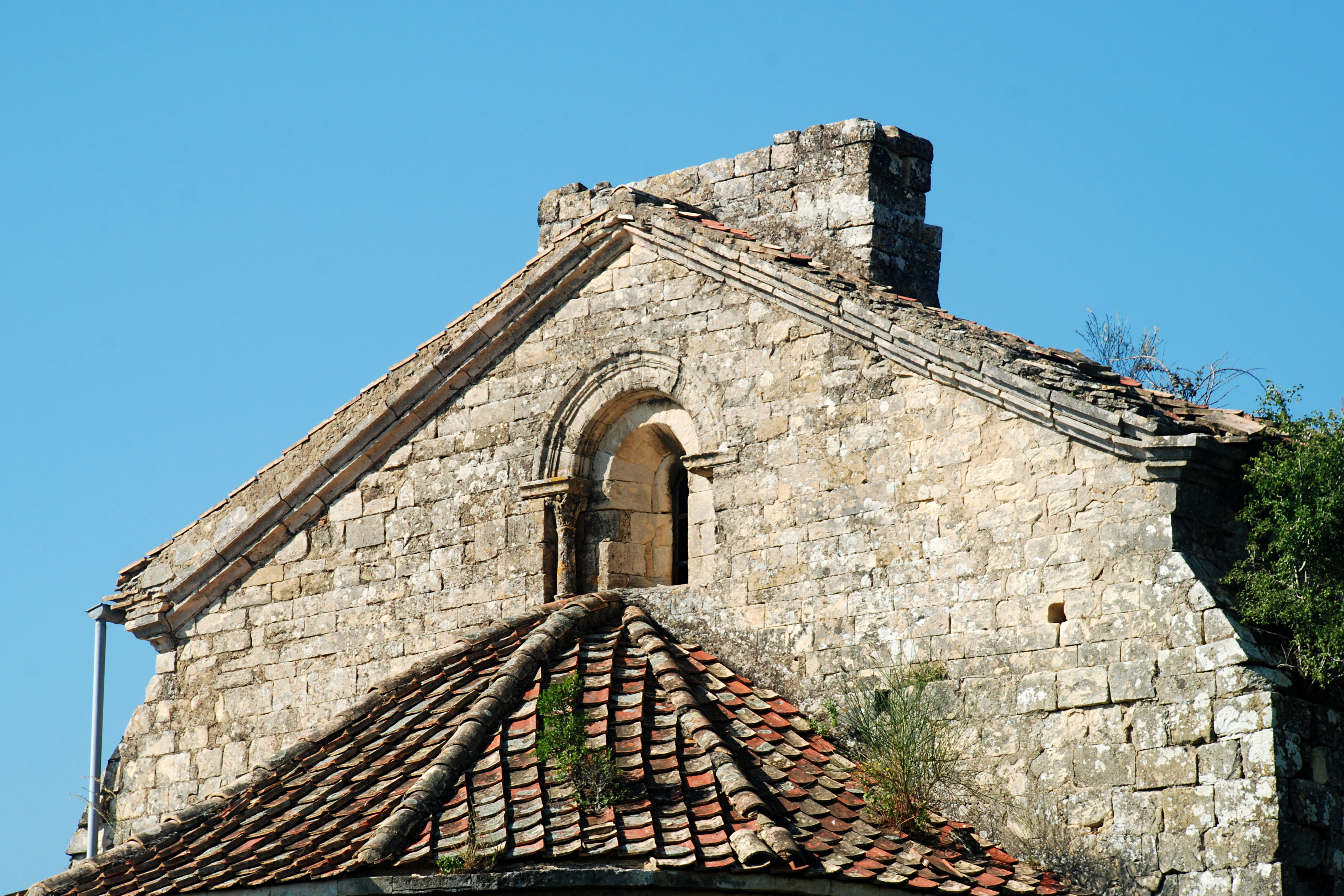
Le pignon.
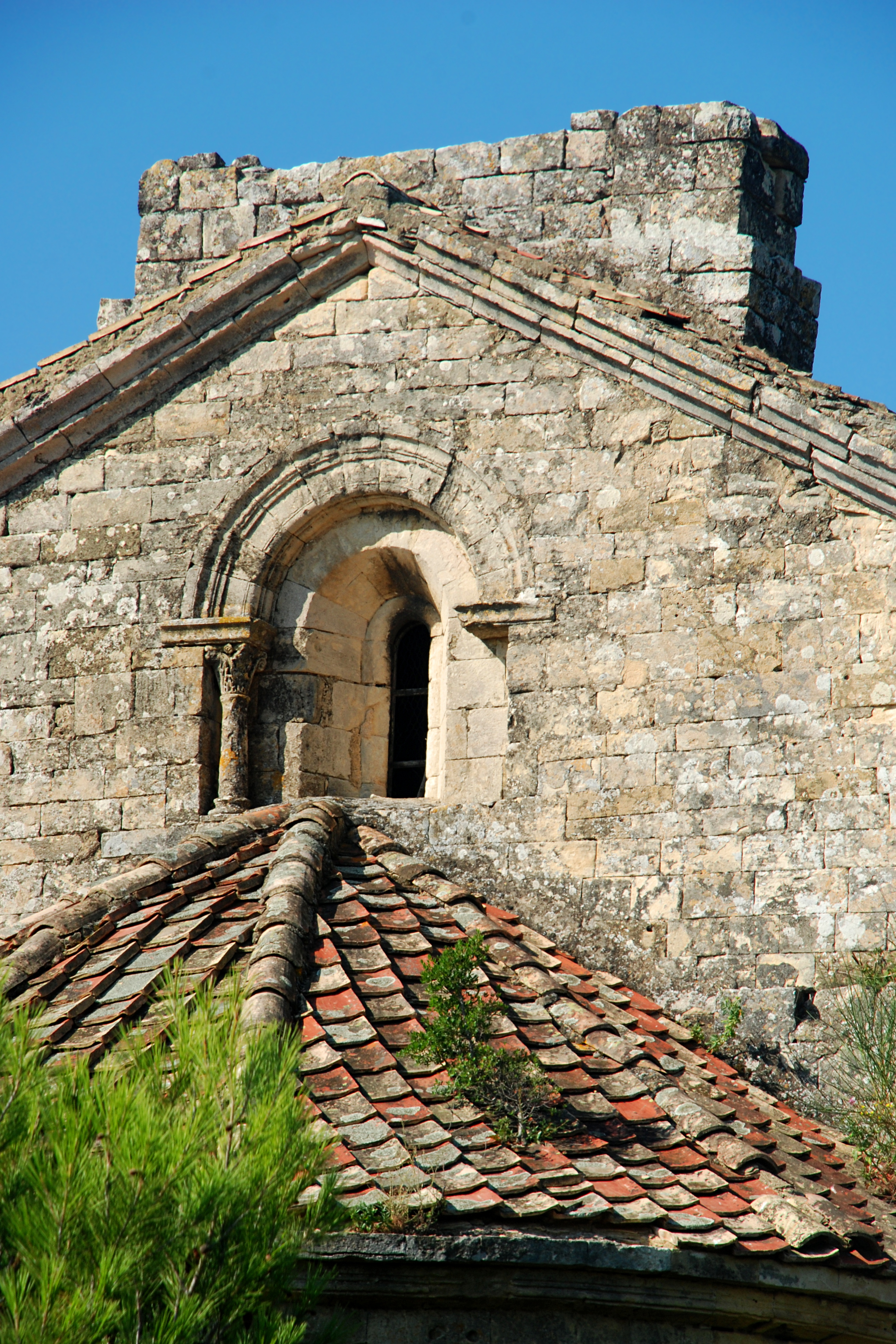
La baie du pignon.